# Henry P. Haun

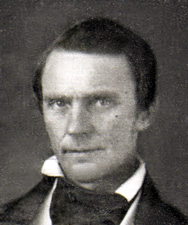
Henry P. Haun

Henry Peter Haun (* 18. Januar 1815 bei Newtown, Scott County, Kentucky; † 6. Juni 1860 in Marysville, Kalifornien) war ein US-amerikanischer Politiker. Er vertrat den Bundesstaat Kalifornien im US-Senat.

## Leben und Wirken
Haun wurde in der Nähe von Newtown geboren und besuchte die dortigen Schulen. Anschließend studierte er Jura an der Transylvania University in Lexington. Im Jahr 1839 wurde er als Anwalt zugelassen und begann in diesem Beruf zu arbeiten. Im Jahr 1845 wurde er Staatsanwalt im Scott County. Später zog er ins Clinton County im Iowa-Territorium und lebte fortan in Hauntown. Dort arbeitete er weiterhin als Anwalt, betrieb aber nebenbei eine Schnapsbrennerei, ein Sägewerk und einen Laden. Im Jahr 1846 wurde er zum Konvent gesandt, auf dem die Gründung des Bundesstaates Iowa beschlossen wurde. 1849 zog Haun nach Marysville in Kalifornien. Er arbeitete weiterhin als Anwalt und betätigte sich auch in der Landwirtschaft. 1851 wurde er zum Bezirksrichter im Yuba County ernannt, was er bis 1854 blieb.
Im Jahr 1859 wurde Haun von der Demokratischen Partei für die Nachfolge des verstorbenen US-Senators David C. Broderick nominiert. Als dessen Nachfolger war Haun vom 3. November 1859 bis zum 4. März 1860 Mitglied des Senats der Vereinigten Staaten. Er sollte dieses Amt solange ausüben, bis im Frühjahr 1860 der Nachfolger Brodericks gewählt würde, der dann die restliche Amtszeit absolvieren würde. Haun verlor diese Wahl gegen Milton Latham. Wenige Monate nach der Senatswahl starb Haun in Marysville.